# Challenger de Santiago 2015
El torneo Cachantún Cup 2015 es un torneo profesional de tenis. Pertenece al ATP Challenger Tour 2015. Se disputará su 8.ª edición sobre polvo de ladrillo, en Santiago de Chile, Chile entre el 9 y el 15 de marzo de 2015. No tiene relación con el antiguo Challenger de Santiago, que se realizaba bajo el nombre de Copa Petrobras.

## Jugadores participantes del cuadro de individuales
| Favorito | País                 | Jugador                 | Rank1 | Posición en el torneo |
| -------- | -------------------- | ----------------------- | ----- | --------------------- |
| 1        | Bandera de Brasil    | João Souza              | 75    | Baja                  |
| 2        | Bandera de Colombia  | Alejandro González      | 90    | Semifinales           |
| 3        | Bandera de Argentina | Máximo González         | 96    | Cuartos de final      |
| 4        | Bandera de Argentina | Facundo Bagnis          | 120   | CAMPEÓN               |
| 5        | Bandera de Argentina | Horacio Zeballos        | 138   | Segunda ronda         |
| 6        | Bandera de Argentina | Facundo Argüello        | 140   | Segunda ronda         |
| 7        | Bandera de Chile     | Hans Podlipnik-Castillo | 177   | Primera ronda         |
| 8        | Bandera de Argentina | Renzo Olivo             | 190   | Segunda ronda         |

- 1 Se ha tomado en cuenta el ranking del 2 de marzo de 2015.

### Otros participantes
Los siguientes jugadores recibieron una invitación (wild card), por lo tanto ingresan directamente al cuadro principal (WC):
- Juan Carlos Sáez
- Jorge Aguilar
- Guillermo Rivera-Aránguiz
- Bastián Malla

Los siguientes jugadores ingresan al cuadro principal tras disputar el cuadro clasificatorio (Q):
- Gianluigi Quinzi
- Caio Zampieri
- Thiago Monteiro
- Andrea Collarini

## Campeones

### Individual Masculino
- Facundo Bagnis derrotó en la final a  Guilherme Clezar, 6–2, 5–7, 6–2

### Dobles Masculino
- Andrés Molteni /  Guido Pella derrotaron en la final a  Andrea Collarini /  Máximo González, 7–6(9–7), 3–6, [10–4]